# Chatanga (plaats)
Chatanga (Russisch: Хатанга) is een dorp (selo) in het voormalig autonome district Tajmyr van de Russische kraj Krasnojarsk en vormt een haven aan de gelijknamige rivier Chatanga op 30 meter boven zeeniveau. De plaats heeft een eigen luchthaven, vliegveld Chatanga (ICAO: UOHH), die onder andere wordt gebruikt als uitwijkbasis voor 2-motorige vliegtuigen met motorpech, maar is alleen met goed weer te gebruiken. Verder bevinden zich in de plaats een hotel, natuurgeschiedenismuseum en weerstations en naar eigen zeggen de noordelijkste orthodoxe kerk ter wereld.
Het klimaat rond de plaats is zeer streng met in januari/februari een gemiddelde minimumtemperatuur van -35,5 °C en een gemiddeld maximum van -27,7 °C. In juli varieert het gemiddelde tussen 8,6° en 17,2 °C. In de zomer kan het ook warm zijn. Het record voor de maand juni is 33,1 °C (2020) en in juli 36,7 °C (1979). Daarmee is het een van de meest noordelijke plaatsen waar de tropische waarde (30°) ruim is overschreden. De rivier de Chatanga is bij de plaats slechts enkele maanden per jaar bevaarbaar.